# Infracció de copyright

"Copy Roger", símbol utilitzat per alguns grups a Internet

Una infracció de copyright o violació de copyright és un ús no autoritzat o prohibit d'obres cobertes per les lleis de copyright de manera que violin algun dels drets exclusius de l'autor, com el dret de reproducció o de fer obres derivades.
També és habitual l'abús del terme pirateria, sovint de forma pejorativa, per referir-se a les còpies d'obres sense el consentiment del titular dels drets d'autor. El físic Richard Stallman i l'expert en Propietat intel·lectual, Eduardo Samán, argumenten que l'ús de l'expressió  pirateria  per referir a les còpies no autoritzades és una exageració que pretén equiparar l'acte de compartir amb la violència dels pirates de vaixells, criminalitzant als usuaris. La Free Software Foundation inclou aquesta accepció del terme en la seva nòmina d'expressions a evitar en matèria de drets d'autor.
L'abast de la protecció de les obres a nivell internacional estan regits pel Conveni de Berna, que estableix un termini mínim de 50 anys a partir de la mort de l'autor. La forma en què ha de tractar la legislació aquestes infraccions és un tema que genera polèmica a molts països del món.

## Delictescontra el dret d'autor

### Directiva europea sobre drets d'autor
La Directiva europea sobre drets d'autor és la directiva que harmonitza les legislacions sobre els drets d'autor dels estats membres de la Unió Europea adaptant-les a les necessitats de la societat de la informació i traslladant els tractats aprovats per l'Organització Mundial de la Propietat Intel·lectual (OMPI). El nom complet és Directiva 2001/29/CE del Parlament Europeu i del Consell, del 22 de maig de 2001, relativa a l'harmonització de determinats aspectes dels drets d'autor i drets afins als drets d'autor en la societat de la informació. També es coneix com la Directiva de la societat de la informació, o com EUCD, sigles en anglès d'European Union Copyright Directive. La Directiva va ser publicada al diari oficial el 22 de juny del 2001, i el termini de transposició a les legislacions dels estats membres era el 22 de desembre del 2002. La Directiva modifica la Directiva 92/100/CEE, relativa als drets de lloguer i préstec, i la Directiva 93/98/CEE, relativa a l'harmonització del termini de protecció.

### La Infracció de Drets d'Autor a Espanya
La legislació d'Espanya que regula el dret d'autor (Llei de Propietat intel·lectual), contempla com a excepció la còpia privada, és a dir, autoritza els particulars la còpia o reproducció d'una obra protegida per fer un ús privat d'aquesta, i la constitució (jeràrquicament superior) disposa de lliure accés a la cultura.
D'acord amb la consultora Nielsen EDI, a l'Estat espanyol, el 2009 als cinemes espanyols van batre rècords de recaptació, superant al registre més alt anterior, de l'any 2004. Com a causes es van indicar l'atractiu de les estrenes i les innovacions tècniques, l'informe no va relacionar l'evolució de la taquilla ni dels espectadors amb l'evolució de la infracció de copyright. L'índex de pirateria va arribar al 86%, per un valor de 15.200 milions d'euros el 2012, un 40% més que l'any anterior.
Espanya va sortir de la Llista 301 de la llista de països "a vigilar" per no protegir adequadament la propietat intel·lectual en 2012 després de cinc anys per l'aplicacio de la Llei d'Economia Sostenible, però en 2013 va rebre l'amenaça de ser reincorporada, pels seus escassos resultats.

## Pirateria a Internet
La pirateria a Internet es refereix a l'ús d'Internet per a copiar o distribuir il·legalment programari no autoritzat. Els infractors poden utilitzar Internet per a totes o algunes de les seves operacions, incloent-hi publicitat, ofertes, compres o distribució de programari pirata. Internet planteja nous reptes que no s'havien enfrontat anteriorment, pel fet que ha potenciat les condicions per a generar reproduccions no autoritzades d'obres, mutilacions i llocs no autoritzats o il·legals. Un cas típic d'aquest fenomen ho evidencia clarament Napster que funcionava sense pagar regalies, encara que va desaparèixer a causa del problema legal que es va suscitar. Els països amb índex més alts de pirateria són la Xina, Rússia i el Canadà.

## Pirateria informàtica
La pirateria informàtica és la distribució o reproducció il·legal de les fonts o aplicacions de programari per a la seva utilització comercial o particular. L'opinió d'un gran sector de la comunitat informàtica, dintre del que s'escolten les veus dels mateixos pirates, és que el problema no és solament legal sinó també comercial: si les empreses fabricadores de programari, que són les grans víctimes de la pirateria, no inflessin els seus preus, la gent no necessitaria acudir als plagis.

## Conseqüències
Amb relació a la indústria musical, per a la majoria de músics la seva veritable font d'ingressos està en l'actuació en directe, no en la venda de discos. Per tant, per alguns, la disponibilitat del material dels músics afavoreix l'afluència de públic als seus concerts. Un dels mitjans que afavoreix aquesta disponibilitat del material avui dia és l'ús de programari P2P que permet als seus usuaris compartir fitxers a través d'Internet, tot i que molts esperen que els músics comencin a abandonar el concepte de disc gravat per oferir el seu material de formes alternatives (com, per exemple, descàrregues a través d'FTP o similars), podent fixar preus per peça/cançó o grup de peces molt més baixos que els actuals preus de CD.
No obstant això, la majoria de les grans companyies, i associacions d'autors, i intèrprets best-sellers, no estan d'acord amb aquest punt de vista i al·ludeixen a la pèrdua de llocs de treballs que es produirà en la indústria del sector a causa a aquesta activitat. A més defensen el dret dels autors a rebre compensació econòmica per la utilització de la seva obra, per un temps indeterminat, criticant les actuals limitacions temporals.

## Xifres
Els països amb índexs més alts de pirateria són la Xina i Rússia, amb índex superiors al 90% del mercat, i el Canadà. A l'Estat espanyol, l'índex de pirateria va arribar al 86%, per un valor de 15.200 milions d'euros el 2012, un 40% més que l'any anterior. Encara que les xifres sobre còpies no autoritzades són qüestionades per la seva validesa, conglomerats d'empreses del sector han realitzat estudis que afirmen que la mitjana mundial de falsificació per a l'any 2006 se situava en 35%, No obstant això, existeixen grans variacions d'aquest guarisme depenent de la regió. Vietnam és el país amb les xifres més altes: el 97% del programari utilitzat és il·legal, mentre que en Xina es manté en un 94%.
A l'Argentina alguns afirmen que al voltant del 70% dels DVD que es venen són còpies il·legals, mentre que el 75% del programari en ús és falsificat.
Mentre que a tota Llatinoamèrica es calcula en un 66%.
Un estudi elaborat per International Data Corporation publicat per la Business Software Alliance sosté que les infraccions de drets d'autor generen pèrdues, i que les mateixes ascendirien a 58.700 milions USD per a l'any 2010, un 14,2% més que en 2009. A l'Argentina, s'afirma que aquestes suposades pèrdues van arribar als 681 milions USD per al període 2005-2010.
La Motion Pictures Association of America (MPAA) va publicar un detallat informe titulat El cost de la pirateria (The Cost of Movie Piracy), on s'afirmava que durant l'any 2005 les descàrregues i vendes il·legals de pel·lícules van provocar una pèrdua teòrica de 18.000 milions USD a la indústria del cinema. També s'assenyala que els principals afectats per aquestes pràctiques són les grans productores. Segons aquestes dades, aquestes perdrien al voltant de 6.100 milions USD. La resta de les presumptes pèrdues, uns 11.900 milions, correspondrien a l'entramat de distribuïdors, exhibidors i altres petites productores.
D'altra banda, un estudi realitzat pel govern suís va concloure que la infracció de drets d'autor no genera pèrdues ni menors ingressos a la indústria, a més de considerar legal la descàrrega de material protegit.

## Cultura lliure
Els drets d'autor són un sistema que data del segle xviii tanmateix, molt abans d'això i des dels orígens de la humanitat ha existit La cultura lliure, que és un corrent de pensament que promou la llibertat en la distribució i modificació de treballs creatius basant-se en el principi del contingut lliure per a distribuir o modificar treballs i obres creatives, usant Internet així com altres mitjans. Per a això comparteixen i distribueixen obres en domini públic, a més de crear obres artístiques amb llicències copyleft i creative commons i en entorns de programes de càlcul utilitzen llicències lliures com GPL o Apache.
D'aquesta manera molta de la informació, llibres, música, pel·lícules i programes de càlcul que es comparteix en la xarxa sigui en xarxes de parells o arxius allotjats en la xarxa són completament legals i es fomenta la seva distribució i redistribució en forma lliure i gratuïta, ja que aquest és el seu objectiu i en aquests intercanvis no es viola cap dret d'autor perquè no existeixen.
En utilitzar obres en domini públic és impossible infringir drets d'autor perquè no existeixen, ja que aquestes poden ser utilitzades lliurement i es poden fer obres derivades o lucrar-se amb aquestes, tal és el cas de les pel·lícules que fa Disney basades en obres sota domini públic que produeix i ven amb llicència de drets d'autor, passant a guanyar bilions de dòlars basant-se en obres que originalment pertanyen al domini públic.